# لئوتونگی
لئوتونگی (انگلیسی: Leutongey) یک کوه آتشفشانی در شبه‌جزیره کامچاتکای کشور روسیه است.